# Familiendynamik (Zeitschrift)
Familiendynamik ist die älteste deutschsprachige Fachzeitschrift für systemische Praxis und Forschung im Themenfeld Familie. Sie erscheint seit 1976 und vereint wissenschaftliche Forschungsbeiträge und praxisbezogene Arbeiten. Die Zeitschrift erscheint vierteljährlich  im Klett-Cotta Verlag.

## Herausgeber

### Aktuelle Herausgeber
- Seit 2018: Christina Hunger-Schoppe
- Seit 2008: Ulrike Borst

### Ehemalige Herausgeber
- 1976–1995: Joseph Duss-von Werdt
- 1976–1995: Helm Stierlin
- 1996–2001: Fritz B. Simon
- 1996–2005: Arnold Retzer
- 2003–2007: Ulrich Clement
- 2008–2020: Arist von Schlippe
- 2003–2020: Hans Rudi Fischer
- 2019–2021: Heiko Kleve